# Chrysometa malkini
Chrysometa malkini là một loài nhện trong họ Tetragnathidae.
Loài này thuộc chi Chrysometa. Chrysometa malkini được Herbert W. Levi miêu tả năm 1986.